# Kanotix
Kanotix é um live CD Linux baseado em Debian stable e em Knoppix. De acordo com o seu website, o Kanotix contém pacotes atualizados e  possui uma excelente capacidade de detecção de hardware. Ainda segundo o seu website, o Kanotix reconhece mais hardware moderno do que qualquer outro sistema operacional. 
O Kanotix usa o KDE como ambiente de desktop padrão. O GNOME e  outros ambientes de desktop podem ser instalados através do APT. 
O LiveCD do Kanotix suporta instalação em disco rígido. A instalação é gráfica.
O Kanotix é uma das bases para o desenvolvimento do Kurumin. 